# Geilsdorf (Weischlitz)
Geilsdorf ist ein Ortsteil der Gemeinde Weischlitz im sächsischen Vogtlandkreis. Er wurde am 1. Januar 1994 mit sechs weiteren Gemeinden zur Gemeinde Burgstein zusammengeschlossen. Diese wurde wiederum am 1. Januar 2011 in die Großgemeinde Weischlitz eingegliedert.

## Geografie

### Lage und Verkehr
Geilsdorf befindet sich im Zentrum des Gemeindegebiets Weischlitz. Durch den Ort fließt der Fliegenbach, der über den Kemnitzbach in die Weiße Elster entwässert. Während der Kemnitzbach die südliche Flurgrenze bildet, begrenzt die Weiße Elster die Geilsdorfer Ortsflur im Osten. Im Nordosten der Geilsdorfer Flur liegt der Weiler Laneckhaus, in der südöstlichen Flur bei der Mündung des Fliegenbachs in den Kemnitzbach die Neumühle mit dem artesischen Geysir (Thermalquelle).
Südöstlich von Geilsdorf verläuft die die Bundesautobahn 72 über die Elstertalbrücke. In der östlichen Ortsflur von Geilsdorf verläuft die Bahnstrecke Plauen–Cheb ohne Halt. Bahnstationen befinden sich in Weischlitz und Pirk. Geilsdorf befindet sich im Westen des Vogtlandkreises und im sächsischen Teil des historischen Vogtlands. Geografisch liegt der Ort im Zentrum des Naturraums Vogtland (Mittelvogtländisches Kuppenland) sowie im Landschaftsschutzgebiet Burgsteinlandschaft.
Der Ort ist mit der vertakteten RufBus-Linie 53 des Verkehrsverbunds Vogtland an Weischlitz, Oelsnitz und Gutenfürst angebunden.

### Nachbarorte
|          | Unterweischlitz                             | Oberweischlitz |
| Schwand  | Kompassrose, die auf Nachbargemeinden zeigt | Pirk           |
| Ruderitz | Großzöbern mit Kleinzöbern                  |                |

## Geschichte

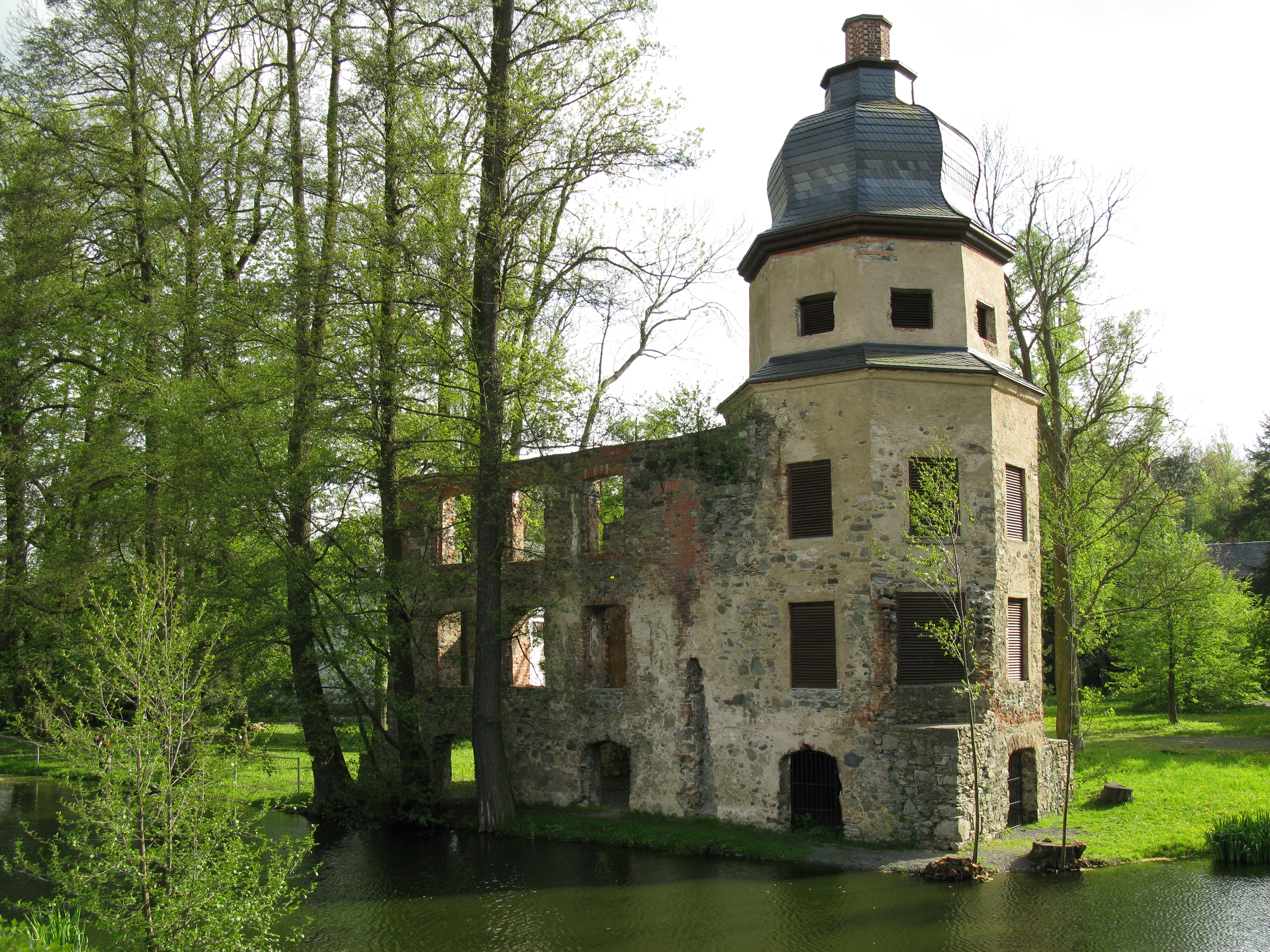
Geilsdorf, Wasserschloss von Nordost

Artesischer Thermalbrunnen Neumühle bei Geilsdorf

In der Flur von Geilsdorf existierten im Mittelalter (zusätzlich zur Burg Geilsdorf) drei Burganlagen, von denen heute nur noch Überreste vorhanden sind: Burg Laneckhaus (auch: Lanecke), Burg Schöneckere und die sogenannte Schwedenschanze.
Der Ort Geilsdorf wurde im Jahr 1328 erstmals urkundlich durch das Deutsche Haus in Plauen erwähnt. Der Ortsname hat die Bedeutung: „Dorf eines Geilo“ (Rates). Im gleichen Jahr wurde in Geilsdorf ein Rittersitz benannt, der im Besitz der Familie von Sack zu Geilsdorf war. 1382 ist urkundlich „Ulrich Sack czu Geilstorff“ belegt, der hier offenbar auf der Wasserburg, dem späteren Schloß, sitzt.
Bis in die zweite Hälfte des 16. Jahrhunderts stieg der Einfluss dieser Familie im Burgsteingebiet und im Vogtland durch Erwerb von Ländereien. Das Rittergut Geilsdorf kam 1574 an Hans Wilhelm von Geilsdorf, 1578 an die Familie von Reitzenstein und 1668 an Graf Siegmund von Tattenbach. Um 1667/1668 wurde durch ihn das Schloss Geilsdorf an Stelle einer bereits im 12. Jahrhundert existierenden Wasserburg im Zentrum von Geilsdorf nordöstlich des Ritterguts errichtet. Bereits 1719 wurden an dem Gebäude Umbauten vorgenommen. Ab 1725 war das Schloss Geilsdorf im Besitz der Familie von Nauendorff. 1850 wurde das Herrenhaus des Ritterguts erbaut. Nachdem das renovierungsbedürftige Schloss ab 1866 nicht mehr genutzt wurde, verfiel es zunehmend. Der Wassergraben wurde verfüllt und die Brücke abgerissen. Große Teile des Schlosses stürzten im Jahr 1910 ein. Der Westturm war bereits vorher eingestürzt. Einzig der nördliche der vier Ecktürme und der nordöstliche Teil des Wassergrabens blieben erhalten. Walter Naumann übernahm im Jahr 1920 den gesamten Besitz, bevor er 1928 an die Stadt Plauen kam. Das Herrenhaus beherbergte im Jahr 1933 Arbeiter, die mit dem Bau der Autobahn südlich des Orts beschäftigt waren.
Bergbau wurde in Geilsdorf im 18. und 19. Jahrhundert betrieben. Die Abbaugebiete befanden sich hauptsächlich am Eichelberg in der südlichen Ortsflur, eine kleine Lagerstätte am Deichselberg in der nordöstlichen Ortsflur. Am Eichelberg wurde Bergbau auf Eisenerz und Kupfererz in den Fundgruben „Simon-Peter-Flacher“, „Engel-Gabriel-Flacher“, „Zwei-Brüder-Flacher“, „Hoffnung Gottes“, „Wilhelm“, „Friedrich“ und „Gang Karlstein“ betrieben. Am Deichselberg befanden sich die „Deichselberg-Fundgrube“ und die „Jacob-Fundgrube“, in denen auch Eisen und Kupfer abgebaut wurde.
Bezüglich der Grundherrschaft gehörte der Ort Geilsdorf bis 1856 zum Rittergut Geilsdorf im kursächsischen bzw. königlich-sächsischen Amt Plauen. Geilsdorf besitzt seit 1487 eine eigene Kirche. Sie entstand auf Bitten der Herren von Sack auf Geilsdorf. Mit der Durchsetzung der Reformation im Vogtland und der damit verbundenen Ablehnung der katholischen Wallfahrtspraxis setzte der Niedergang der Doppelkirchenanlage auf dem benachbarten Burgstein ein. 1540 verfügte der sächsische Kurfürst Johann Friedrich den Abriss beider Burgstein-Sakralbauten, die in der Folge zwar nicht vollständig abgetragen, aber dem Verfall preisgegeben wurden. Die Mitglieder der Burgstein-Pfarrgemeinde wurden an die Kirche des Nachbarortes Geilsdorf verwiesen. Aus diesen Kirchen soll eine 1506 gegossene Glocke in Geilsdorf stammen. Das heutige Gotteshaus von Geilsdorf stammt aus den Jahren 1832/1834. Die Orgel wurde 1834 von Christian Friedrich Polster erbaut und zuletzt 2019 restauriert.
1856 wurde Geilsdorf dem Gerichtsamt Plauen und 1875 der Amtshauptmannschaft Plauen angegliedert. Im Zuge der Bodenreform in der Sowjetischen Besatzungszone ab 1945 wurde das Rittergut Geilsdorf in ein Volkseigenes Gut umgewandelt. Das Herrenhaus wurde zunächst als Unterkunft für Umsiedler genutzt, bis es ab 1950 als Altenpflegeheim diente. Seit 2003 steht es wie die zugehörigen Gutsgebäude leer.
Durch die zweite Kreisreform in der DDR kam die Gemeinde Geilsdorf im Jahr 1952 zum Kreis Plauen-Land im Bezirk Chemnitz (1953 in Bezirk Karl-Marx-Stadt umbenannt). Bei Erkundungsbohrungen der SDAG Wismut bei der Neumühle in der südlichen Geilsdorfer Ortsflur wurde in den Jahren 1960/1961 artesisch gespanntes Wasser in einer Tiefe von 771 m in einer offenen Kluft angetroffen. Das Wasser schoss mit einem Überdruck von 50 m über dem Gelände aus dem Bohrloch. Aufgrund seiner Temperatur von 25 °C wird das mineralisierte Wasser als Thermalwasser eingestuft. Die Thermalquelle Neumühle, einzige Thermalquelle des Vogtlands, wurde bereits 1962 als Naturdenkmal unter Schutz gestellt. Nachdem die Quelle Anfang der 1990er Jahre versiegte, sprudelt sie seit 2003 nach der Beseitigung der Verstopfung im Bohrloch wieder 1,5 m hoch.
Geilsdorf gehörte ab 1990 zunächst zum sächsischen Landkreis Plauen. Am 1. Januar 1994 schloss sich die Gemeinde Geilsdorf mit sechs weiteren Gemeinden zur Gemeinde Burgstein zusammen, die ihren Namen vom Berg Burgstein mit seinen beiden Kirchenruinen erhielt. Diese gehörte seit 1996 zum Vogtlandkreis. Seit der Eingliederung der Gemeinde Burgstein in die Großgemeinde Weischlitz bildet Geilsdorf seit dem 1. Januar 2011 einen Ortsteil von Weischlitz.

### Burgstall Laneckhaus (Geilsdorf)
Die Burg Laneckhaus, oder auch Lanecke genannt, ist eine abgegangene Burganlage. Erhalten blieben nur Abschnittsgrabenreste.
Der Burgstall befindet sich in der nordöstlichen Ortsflur am Westufer der Weißen Elster in der Nähe des Umgebindehauses „Laneckhaus“ aus dem Jahre 1639.
Geupel beschreibt die Lage folgendermaßen: 1,25 km nordöstlich von Geilsdorf auf einem nach NO gerichtetem Bergsporn zwischen Weißer Elster und Hainbach.
Im Jahre 1267 ist ein „Erkenbert von Lantecke“ urkundlich belegt. Er ist der Sohn des Vogtes Erkenbert von Straßberg und nennt sich nach der Burg Laneckhaus (bzw. Lanecke).
Die Burg wird somit nicht direkt erwähnt. Wann und von wem sie erbaut wurde bleibt unbeweisbar. Wohl aber von den Vögten von Straßberg, die wohl Reichsministeriale waren und in Konkurrenz zu den benachbarten Vögten von Plauen, Weida und Gera (Herren Reuß) standen. So könnte der Vater Erkenbert von Straßberg durchaus der Erbauer gewesen sein. Dies könnte etwa gleichzeitig mit der Erbauung der Burg Voigtsberg (zwischen 1232 und 1249) durch die Vögte von Straßberg (ein „Eberhard von Voigtsberg“, der ein Straßberger ist, wird am 7. Februar 1249 urkundlich als Zeuge in Saaz in einer königlich-böhmischen Urkunde erwähnt) geschehen sein. Im Jahre 1280 wird die Stammburg Straßberg als „castrum destructum“ urkundlich klar als zerstörte Burg belegt. Auch von Burg Laneckhaus kündet danach keine weitere Urkunde. Die Vögte von Straßberg unterlagen im Machtkampf mit den Vögten Reuß von Plauen. Ihre Burgen wurden zerstört und aufgegeben. Nur die Burg Voigtsberg in Oelsnitz verbleibt dem Geschlecht der Straßberger/Voigtsberger bis 1327, als auch diese als königlich-böhmisches Lehen an Vogt Heinrich III. („den Langen“) von Plauen aus dem Hause Reuß fiel.
Nach Volkmar Geupel befindet sich die Anlage in der Flur von Weischlitz, historischer OT. Oberweischlitz. 1267 nennt eine Urkunde: „Reinboto et frater eius, Erkenbertus de Lantecke“. Funde wurden im Areal bis 1983 laut Geupel keine gemacht. Am 15. Oktober 1959 wurde der Burgstall als Bodendenkmal eingetragen.

### Burgruine Schöneckere (Geilsdorf)
Die zweite Burg in Geilsdorfer Flur war Burg Schöneckere. Diese Höhenburg befand sich auf einem Talsporn zwischen den Tälern des Kemnitzbachs und der Weißen Elster. Nahe dem Bahnhof von Pirk. Von Burg Schöneckere sind neben dem Burgweg Turm- und Hausreste vorhanden.
Die Anlage wird im Verzeichnis der eingetragenen Bodendenkmale (des Bezirkes Karl-Marx-Stadt) von Volkmar Geupel im Jahr 1983 nicht mit aufgelistet.

### Burgstall Schwedenschanze (Geilsdorf)
Die dritte mittelalterliche Burg in Geilsdorfer Flur nennt der Volksmund Schwedenschanze. Von ihr sind der Wall, der Brunnen und der Graben erhalten. Mit der Wehranlage Schwedenschanze soll die Wüstung Raßla bzw. Roßla in Geilsdorfer Flur in Verbindung stehen.
Eine Wanderkarte verzeichnet die sogenannte Schwedenschanze zwischen Geilsdorf und Weischlitz, zwischen der Schwander Straße und der Straße „Alte Schäferei“, nördlich des Baches „Meißner Bach“ (am Meißnergrund).
Unmittelbar südwestlich der Anlage führt ein kleiner Feldweg entlang der die genannten beiden Straßen miteinander verbindet. Nördlich der Haarnadelkurve der Straße Alte Schäferei liegt die Schwedenschanze und nah bei dieser Kurve beginnt der kleine Weg.
Laut Volkmar Geupel liegt die Anlage in der Flur von Weischlitz im historischen Ortsteil Unterweischlitz. Hier sollen (vor 1983) Funde gemacht worden sein, die dem 12./13. Jh. zugewiesen werden. Urkundenquellen gibt es zu der Anlage keine.
Die Lage benennt Geupel folgendermaßen: 1 km westsüdwestlich von Unterweischlitz, 250 m ostsüdöstlich der Straßengabelung Geilsdorf-Schwand. In Gipfellage auf einer Geländekuppe. Am 15. Oktober 1959 wurde die Anlage als Bodendenkmal eingetragen.

## Sehenswürdigkeiten
siehe: Liste der Kulturdenkmale in Weischlitz (Abschnitt Geilsdorf)
- Rittergut und Schlossruine Geilsdorf
- Kirche Geilsdorf
- Hügelgräberfeld und Hohlwege im Pfarrholz
- Einziger Thermalbrunnen des Vogtlands bei der Neumühle
- Schafbrücke, 1652 erbaute Natursteinbrücke über den Kemnitzbach mit zwei 350-jährigen Eichen in der Nähe
- Steinkreuz am Zöberner Weg
- Naturschutzgebiet „Unteres Kemnitztal“
- Pingen und Erzgruben des Altbergbaus am Eichelberg
- Laneckhaus, 1639 erbautes Umgebindehaus

## Persönlichkeiten
- Johann Andreas Pörtzel (1736–1821), lutherischer Pfarrer
- Friedrich August Joseph von Nauendorf (1749–1801), österreichischer Feldmarschallleutnant